# Жунусов, Нурлан Кайратович
Нурлан Кайратович Жунусов (род. 10 августа 1996, Павлодар) — казахстанский футболист, защитник.

## Карьера
Воспитанник павлодарского футбола. Первый тренер — В. А. Вихлянов. До перехода в пляжный футбол выступал в региональной лиге Павлодарской области.

## Достижения
- Чемпион Казахстана по пляжному футболу: 2017
- Обладатель Кубка Казахстана по пляжному футболу: 2017, 2018